# Birgit Afzelius-Wärnlöf
Birgit Afzelius-Wärnlöf, född Afzelius den  21 november 1899 i 
Göteborgs domkyrkoförsamling, död 2 februari 1995 i Ystad, var en svensk scenograf, teaterdekoratör och kostymtecknare.

## Biografi
Birgit Afzelius-Wärnlöf var dotter till lektorn Jon Arvid Afzelius och Ester Andersson. Hon var gift med journalisten och tecknaren Herbert Wärnlöf från 1929 till dennes död 1991.
Hon studerade vid Tekniska skolan 1918–1919 och vid Althins målarskola i Stockholm. Hon arbetade därefter med handtryck med olika mönster för Ferdinand Lundquist. Hon arbetade som dekoratör vid Stockholms stadsteater och flera privatteatrar i Göteborg. Som dekoratör utförde hon även dekorationer för restauranger och filmindustrin där hon medverkade i produktionerna Hans Majestät får vänta och Kristin kommenderar. Hennes konst består till stor del av motiv från havets djur- och växtvärld.
Afzelius-Wärnlöf var först skådespelare, men efter konststudier verkade hon 1934–1946 som scen- och dekorationschef vid Cabaretteatern på Liseberg. 1937–1967 var hon dekoratör vid Göteborgs stadsteater. 

## Teater

### Scenografi
| År   | Produktion                                      | Upphovsmän                                                            | Regi             | Teater                                    | Noter |
| ---- | ----------------------------------------------- | --------------------------------------------------------------------- | ---------------- | ----------------------------------------- | ----- |
| 1934 | Kokottskolan L'ecole des cocottes               | Paul Armont och Marcel Gerbidon Översättning Karl Gerhard             | Karl Gerhard     | Folkteatern                               |       |
| 1947 | Mig till skräck                                 | Ingmar Bergman                                                        | Ingmar Bergman   | Göteborgs stadsteater                     |       |
| 1949 | Född i går Born Yesterday                       | Garson Kanin Översättning Eva Tisell                                  | Ernst Eklund     | Lisebergsteatern                          |       |
| 1949 | Fröjd för stunden Present laughter              | Noël Coward Översättning Eva Tisell                                   | Ernst Eklund     | Lisebergsteatern                          |       |
| 1950 | Jag älskar dig, markatta Private lives          | Noël Coward                                                           | Ernst Eklund     | Lisebergsteatern                          |       |
| 1951 | Låt mig ta hand om dig Gather no moss           | Max Catto Översättning Herbert Wärnlöf                                | Ernst Eklund     | Lisebergsteatern                          |       |
| 1951 | Kära Ruth Dear Ruth                             | Norman Krasna Översättning Guido Valentin                             | Ernst Eklund     | Lisebergsteatern                          |       |
| 1951 | Loulou                                          | Marcel Thiébaut Översättning C.G. Bjurström och Tuve-Ambjörn Nyström  | Ernst Eklund     | Lisebergsteatern                          |       |
| 1952 | Himmelssängen The Fourposter                    | Jan de Hartog Översättning Herbert Wärnlöf                            | Ernst Eklund     | Lisebergsteatern                          |       |
| 1953 | Man till salu                                   | Ernest Vajda och Clement Scott Gilbert Översättning Sten-Göran Camitz | Per-Axel Branner | Lisebergsteatern                          |       |
| 1953 | Min fru går igen Blithe Spirit                  | Noël Coward Översättning Gunilla Wettergren-Skawonius                 | Per-Axel Branner | Lisebergsteatern                          |       |
| 1954 | Hustruleken Affairs of State                    | Louis Verneuil Översättning Herbert Wärnlöf                           | Gösta Cederlund  | Lisebergsteatern                          |       |
| 1956 | Min fru på drift This Was a Man                 | Noël Coward Översättning Rudolf Wendbladh och Per-Axel Branner        | Per-Axel Branner | Lisebergsteatern                          |       |
| 1956 | Häxlek Bell, Book and Candle                    | John Van Druten Översättning Birgitta Hammar                          | Per-Axel Branner | Lisebergsteatern                          |       |
| 1957 | Luftombyte                                      | W. Somerset Maugham Översättning Eva Tisell och Per-Axel Branner      | Per-Axel Branner | Lisebergsteatern                          |       |
| 1958 | Kärande i piffig hatt Plaintiff in a Pretty Hat | Hugh och Margaret Williams Översättning Eva Tisell                    | Per-Axel Branner | Lisebergsteatern                          |       |
| 1959 | Naken kvinna med violin Nude with Violin        | Noël Coward Översättning Birgitta Hammar                              | Olof Bergström   | Göteborgs stadsteater                     |       |
| 1961 | Vårmodellen Blaise                              | Claude Magnier Översättning Stig Ahlgren                              | Herman Ahlsell   | Göteborgs stadsteater                     |       |
| 1963 | Gungstolen                                      | Hasse Ekman                                                           | Hasse Ekman      | Lisebergsteatern                          |       |
| 1964 | Harskramlan Rattle of a Simple Man              | Charles Dyer                                                          | Hasse Ekman      | Lisebergsteatern                          |       |
| 1964 | Far i luften Boeing, Boeing                     | Marc Camoletti                                                        | Egon Larsson     | Lisebergsteatern Flyttad till ABC-Teatern |       |